# Jermano Lo Fo Sang
Jermano Lo Fo Sang (* 11. listopadu 1991, Amsterdam) je nizozemský fotbalový obránce, který působí v nizozemském klubu FC Volendam.

## Klubová kariéra
Na mládežnické úrovni hrál v týmech AFC Ajax, HFC Haarlem a OFC Oostzaan.
V létě 2014 přestoupil do profesionálního klubu FC Volendam, podepsal tříletou smlouvu.